# Austin & Ally
Austin & Ally er en amerikansk komedieserie om en dreng ved navn Austin Moon (spillet af Ross Lynch), som drømmer om at blive en rockstjerne. Serien sendes på Disney Channel.  Der er i alt blevet lavet fire sæsoner. Sidste afsnit af programmet blev sendt i USA den 10. januar 2016.

## Handling
Ally (spillet af Laura Marano) er en genert pige, der arbejder i sin fars musikbutik. Hendes veninde, Trish, får konstant nye jobs, og kommer på besøg hver gang.
Et andet sted i Miami, drømmer Austin om at blive musiker – rockstjerne for at være helt præcis. Han kan synge, og sammen med vennen Dez (spillet af Calum Worthy), indspiller han musikvideoer, der bliver lagt ud på internettet.
En dag hører Austin Ally synge en sang, hun selv har skrevet, og glemmer hvor han har den fra. Han går ud fra at den bare kom til ham, så indspiller både sang og musikvideo, der også bliver lagt på internettet. Kort efter får hans sang stor opmærksomhed, men Ally er blevet sur, fordi han stjal hendes sang. For at redde sin karriere som musiker, inviterer Austin Ally til at være makker. "Du er en genert sangskriver, jeg er en sanger, der elsker at stå på scenen. Vi er det perfekte par!", som Austin siger, og Ally tager imod tilbuddet. Trish (spillet af Raini Rodriguez) bliver derefter gjort til manager.

## Personer
Austin Moon (Ross Lynch) er en udadvendt og social sanger, der sammen med vennen Dez, indspiller musikvideoer, der lægges på internettet. Han elsker at synge, og har slet ikke noget imod at stå på en scene – hvilket er en god kombination, når man gerne vil være rockstjerne.
Ally Dawson (Laura Marano) er en genert sangskriver, som overvandt sin frygt da hun sang sangen med Austin (Ross Lynch) You Can Come to Me. Hun arbejder i sin fars musikbutik. Hun har det lidt svært med Austin i starten, specielt fordi han stjal hendes sang, men hun accepterer hans makkeransøgning. Hun er også bedste venner med Trish.
Trish (Raini Rodriguez) er Allys bedste ven. Hun får konstant nye jobs, og besøger Ally, når hun burde være på arbejde. Hun synes det er fedt at hendes bedste veninde skal være makker med Austin Moon – og hun er allerede fan af ham – i modsætning til Ally. Men hun skal også lige blive venner med Dez. Hun er desuden Austins manager.
Dez (Calum Worthy) er Austins bedste ven. Han er lidt nørdet, og han har en rygsæk med alverdens ting i. Det er også ham, der sørger for sceneopsætning, og ikke mindst ham, der instruerer og filmer til Austins musikvideoer. Han er lidt skør.

## Sange i Austin & Ally
- "Double take"
- "Can't Do It Without You (Austin & Ally Main Title)"
- "Break Down the Walls"
- "Illusion"
- "Not a Love Song"
- "I Think About You"
- "The Way That You Do"
- "It's Me It's You"
- "Na Na Na (The Summer Song)"
- "Heart Beat"
- "Better Together"
- "What Do I Have to Do?"
- "Crazy 4 U"
- "A Billion Hits"
- "Heard It on the Radio"
- "Steal Your Heart"
- "Upside Down"
- "Chasin' The Beat of My Heart"
- "Parachute"
- "Superhero"
- "I Think About You"
- "Better Together"